# Lenka Faltusová
Lenka Faltusová (Lanškroun, 24 juni 1979) is een Tsjechische voormalig biatlete. Faltusová vertegenwoordigde haar vaderland op de Olympische Winterspelen 2006 in Turijn.

## Resultaten

### Olympische Winterspelen
| Jaar | Plaats | Resultaten                                                       |
| ---- | ------ | ---------------------------------------------------------------- |
| 2006 | Turijn | 32e 7,5 km sprint 36e 10 km achtervolging 13e 4x7,5 km estafette |

### Wereldkampioenschappen
| Jaar | Plaats           | Resultaten                                                                           |
| ---- | ---------------- | ------------------------------------------------------------------------------------ |
| 2001 | Pokljuka         | 32e 15 km individueel                                                                |
| 2003 | Chanty-Mansiejsk | 38e 15 km individueel DNF 4x6 km estafette                                           |
| 2004 | Oberhof          | 65e 15 km individueel                                                                |
| 2005 | Hochfilzen       | 55e 7,5 km sprint DNS 10 km achtervolging 29e 15 km individueel 10e 4x6 km estafette |

### Wereldbeker
Eindklasseringen
| Seizoen   | Algemeen | Individueel | Sprint | Achtervolging | Massastart |
| --------- | -------- | ----------- | ------ | ------------- | ---------- |
| 2002/2003 | 53e      |             |        |               |            |
| 2004/2005 | 65e      |             |        |               |            |